# Kougarok River
Der Kougarok River ist ein rund 85 Kilometer langer rechter Nebenfluss des Kuzitrin River auf der Seward-Halbinsel im Westen des US-Bundesstaats Alaska. 

## Verlauf
Der Kougarok River entsteht am Zusammenfluss von Macklin Creek und Washington Creek im Norden der Seward-Halbinsel. Er fließt in südlicher Richtung. An der Einmündung des Taylor Creek befindet sich der Flugplatz Taylor Airport (FAA-Code: AK49). Auf den oberen 50 Kilometern bis zum Flugplatz Quartz Creek (Kougarok) Airport (FAA-Code: 5QC) verläuft der Nome–Taylor Highway entlang dem Flusslauf. Der Kougarok River fließt anschließend durch das Tiefland, wobei er ein stark mäandrierendes Verhalten aufweist. Er mündet in den Kuzitrin River. 

## Name
Der Fluss hieß ursprünglich Kugruk. Da schon ein weiterer Fluss denselben Namen trug, erhielt der Kougarok River im Jahr 1904 vom United States Geological Survey (USGS) seinen heutigen Namen.